# KK Osijek 2006
KK Osijek ist ein Basketballverein aus Osijek, Kroatien. Zurzeit nimmt der Verein in der kroatischen ersten Liga teil.

## Geschichte
Der Verein wurde 2005 aus den ursprünglichen Vereinen BC Slavonija und Hrvatski Sokol mittels einer Fusion gegründet.
Schon im darauffolgenden Jahr stieg man in die erste kroatische Liga auf.

## Bekannte Trainer
- Ivan Fulgosi